# Schoolgat
La rue Schoolgat (pouvant se traduire en français par : Trou de l'école) est une voirie pentue et sinueuse de la commune d'Ixelles.

## Historique
Pendant longtemps, cet ancien chemin n'a desservi que l'École Saint-Adrien. Fondé en 1897, l'établissement porte aujourd'hui le nom de Centre scolaire Saint-Adrien-Val-Duchesse, au n°5, rue des Merisiers 24-24 a).
L'école Saint-Adrien possédait au siècle dernier, vers 1965, une section technique-commerciale (diplôme A6A3).  Ses bâtiments avaient vue sur le chemin de fer.

## Situation et accès
Elle débute avenue du Bois de la Cambre et distribue diverses petites voiries: les clos des Médicis, des Chanterelles et des Mousserons et l'avenue des Cèpes. Un chemin pavé et piéton la relie à la rue des Merisiers.